# Terreno di Monsur
Il Terreno di Monsur (in inglese Thiosulfate-citrate-bile salts-sucrose agar o TCBS) è un terreno di coltura specifico per la crescita dei vibrioni,  molto selettivo per l'isolamento di Vibrio cholerae e Vibrio parahaemolyticus nonché di altre specie del genere Vibrio, per via del suo pH alcalino. Contiene alcune sostanze che inibiscono la crescita sia dei batteri Gram-positivi che della maggior parte di quelli Gram-negativi.
Sono usati per rilevare il cambiamento di pH il blu di timolo ed il blu di bromotimolo.

## Formula

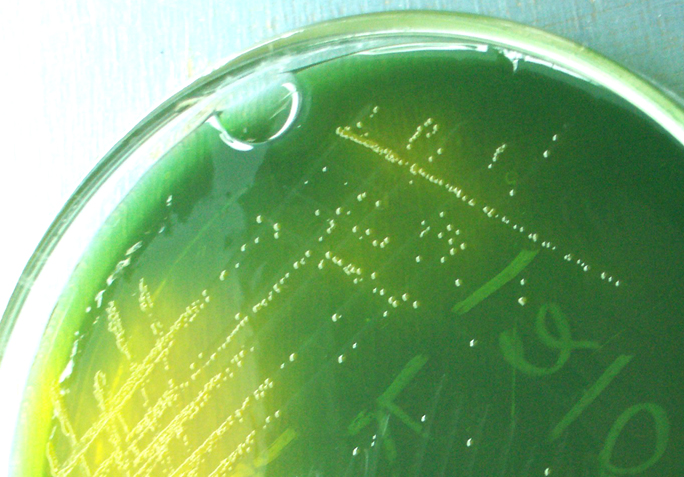
Colonie di colore giallastro di Vibrio cholerae su terreno di coltura TCBS

Composizione approssimativa per litro
- Estratto di lievito 5.0 g
- Proteose Peptone 10.0 g
- Tiosolfato di sodio 10.0 g
- Citrato di sodio 10.0 g
- Fiele di bue 5.0 g
- Colato di sodio 3.0 g
- Saccarosio 20.0 g
- Cloruro di sodio 10.0 g
- Citrato ferrico 1.0 g
- Blu di bromotimolo 0.04 g
- Blu di timolo 0.04 g
- Agar agar 15.0 g

## Controllo diAcanthaster planci
Il TCBS oltre che come terreno di coltura può anche essere usato per il contenimento della stella corona di spine (Acanthaster planci), che se troppo numerosa mette in serio pericolo le barriera coralline.